# Thomas Wilhelm (Eishockeyspieler)
Thomas Wilhelm (* 20. Mai 1986 in Landshut) ist ein ehemaliger deutscher Eishockeyspieler (Stürmer).

## Karriere

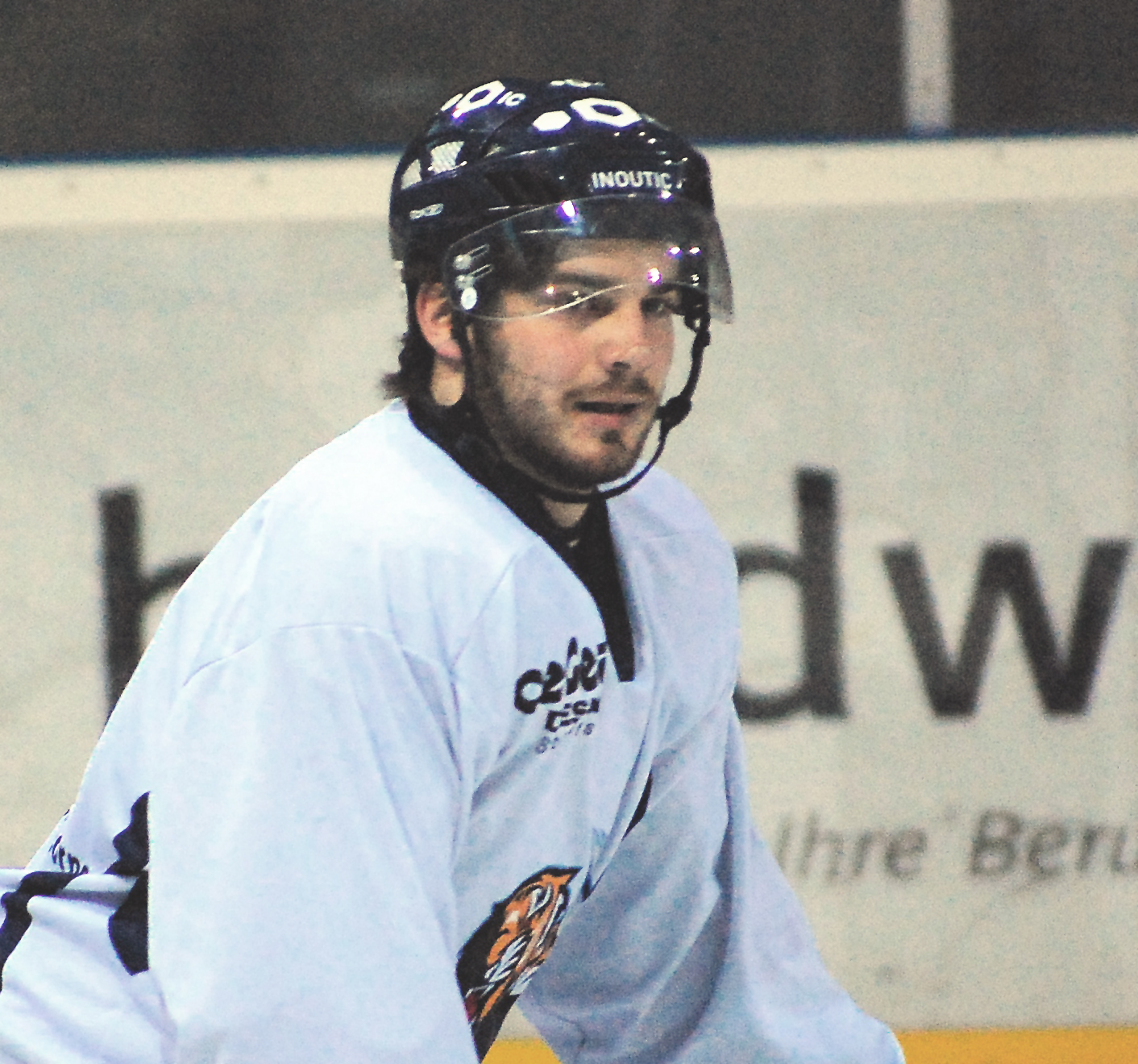
Thomas Wilhelm im Trikot der Straubing Tigers (2008)

Seine ersten Einsätze in der DNL bei den Landshut Cannibals hatte Wilhelm bereits im Alter von 15 Jahren in der Saison 2001/02. Bei Landshut stand der Flügelstürmer bis zur Saison 2003/04 unter Vertrag und absolvierte mit den Bayern auch sein erstes Zweitligaspiel. Hauptsächlich wurde der Linksschütze jedoch weiter in der DNL-Mannschaft eingesetzt.
Da er in Landshut keinen Vertrag für die Saison 2004/05 erhielt, wechselte Wilhelm zu den Straubing Tigers. In der Saison 2005/06 gelang Wilhelm mit den Tigers der Aufstieg in die DEL, während seiner ersten Erstligaspielzeit kam der Angreifer schließlich durch eine Förderlizenz auch beim Kooperationspartner EHC München und den Landshut Cannibals in der 2. Bundesliga zum Einsatz.
In der Saison 2007/08 stand Thomas Wilhelm weiterhin bei den Straubing Tigers unter Vertrag und konnte eine ähnlich erfolgreiche Saison wie im Vorjahr spielen. Aufgrund mehrerer Verletzungen und einer Herzmuskelentzündung musste er mit dem professionellen Sport aufhören. Ab Dezember 2010 stand er beim Landesligisten EV Dingolfing unter Vertrag. 

### International
International kam Wilhelm bei der U18-Weltmeisterschaft 2004 zum Einsatz und erzielte in fünf Spielen 2 Tore und 1 Assist Scorerpunkte.

## Karrierestatistik
(Legende zur Spielerstatistik: Sp oder GP = absolvierte Spiele; T oder G = erzielte Tore; V oder A = erzielte Assists; Pkt oder Pts = erzielte Scorerpunkte; SM oder PIM = erhaltene Strafminuten; +/− = Plus/Minus-Bilanz; PP = erzielte Überzahltore; SH = erzielte Unterzahltore; GW = erzielte Siegtore; 1 Play-downs/Relegation; Kursiv: Statistik nicht vollständig)